# روبرت بنتلي (رسام رسوم متحركة)
روبرت بنتلي (بالإنجليزية: Robert Bentley)‏ هو رسام رسوم متحركة أمريكي، ولد في 11 مارس 1907، وتوفي في 28 نوفمبر 2000.

## وصلات خارجية
- روبرت بنتلي على موقع IMDb (الإنجليزية)
- روبرت بنتلي على موقع قاعدة بيانات الفيلم (الإنجليزية)